# Santiago (Jerez de la Frontera)
El barrio de Santiago es uno de los barrios más populares y con una personalidad más marcada de la ciudad de Jerez de la Frontera (Andalucía, España).
Surgido como arrabal al norte de la muralla en el siglo XIV, tras la conquista de la ciudad por parte de Alfonso X El Sabio, actualmente es un barrio céntrico y populoso, orientado a la campiña jerezana y cuna de numerosos artistas flamencos.
De arquitectura tradicional andaluza, abundan las casas de vecinos, patios repletos de macetas junto a antiguas iglesias, comercios tradicionales y edificios civiles suntuosos.
Existe cierta competición popular con el barrio de San Miguel, al ser los dos barrios nacidos como arrabales extramuros y tener una larga tradición flamenca.

## Historia

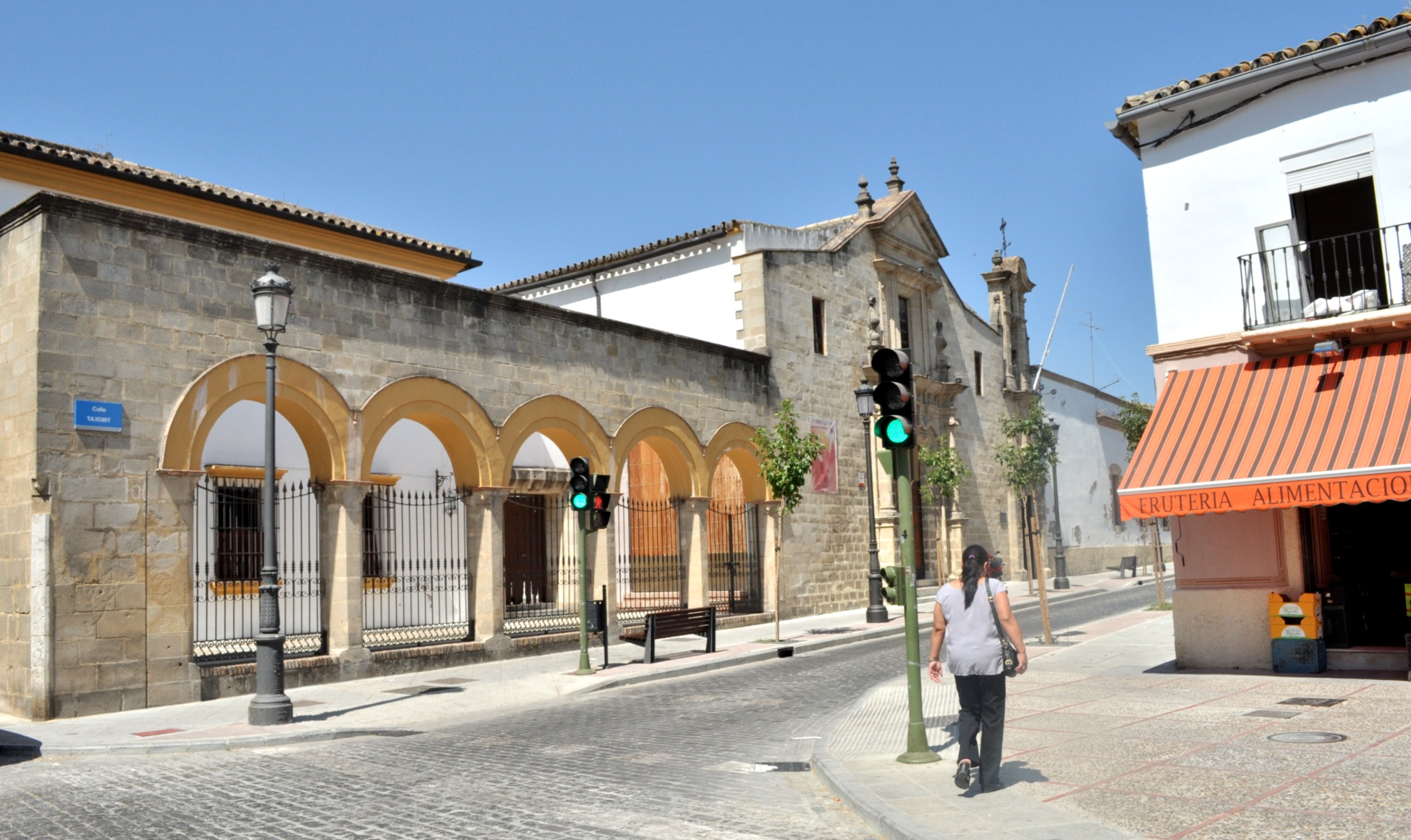
Antiguo Hospital de la Sangre

El actual barrio de Santiago surge a raíz del arrabal de casas que se crearon en el siglo XIV a las afueras de la Puerta de Santiago, entonces del Olivillo. 
En la Jerez recién conquistada, Alfonso X El Sabio mandó levantar una ermita con la advocación de Santiago, a quien agradecía la victoria de la huestes cristianas. Esta advocación acabaría por dar nombre al futuro templo y por ende, a toda esa zona, que por el crecimiento natural de la ciudad y el trasiego de entradas y salidas del recinto amurallada, acabaría por tomar forma de barrio.

### Estructura del barrio
El barrio de Santiago fue creciendo teniendo al templo de Santiago y su plaza como centro geográfico y sentimental. Desde la plaza el barrio comenzó a crecer:
- De forma paralela a la muralla surgieron la calle Ancha y la calle Muro.
- Hacia la Basílica de la Merced nació la calle de la Merced
- Hacia la Capilla del Calvario, la calle de la Sangre, actualmente conocida como Calle Taxdirt.

Alrededor de estas calles principales surgieron otras como la calle Nueva, Tierra de la Orden, etc.

## Lugares de interés

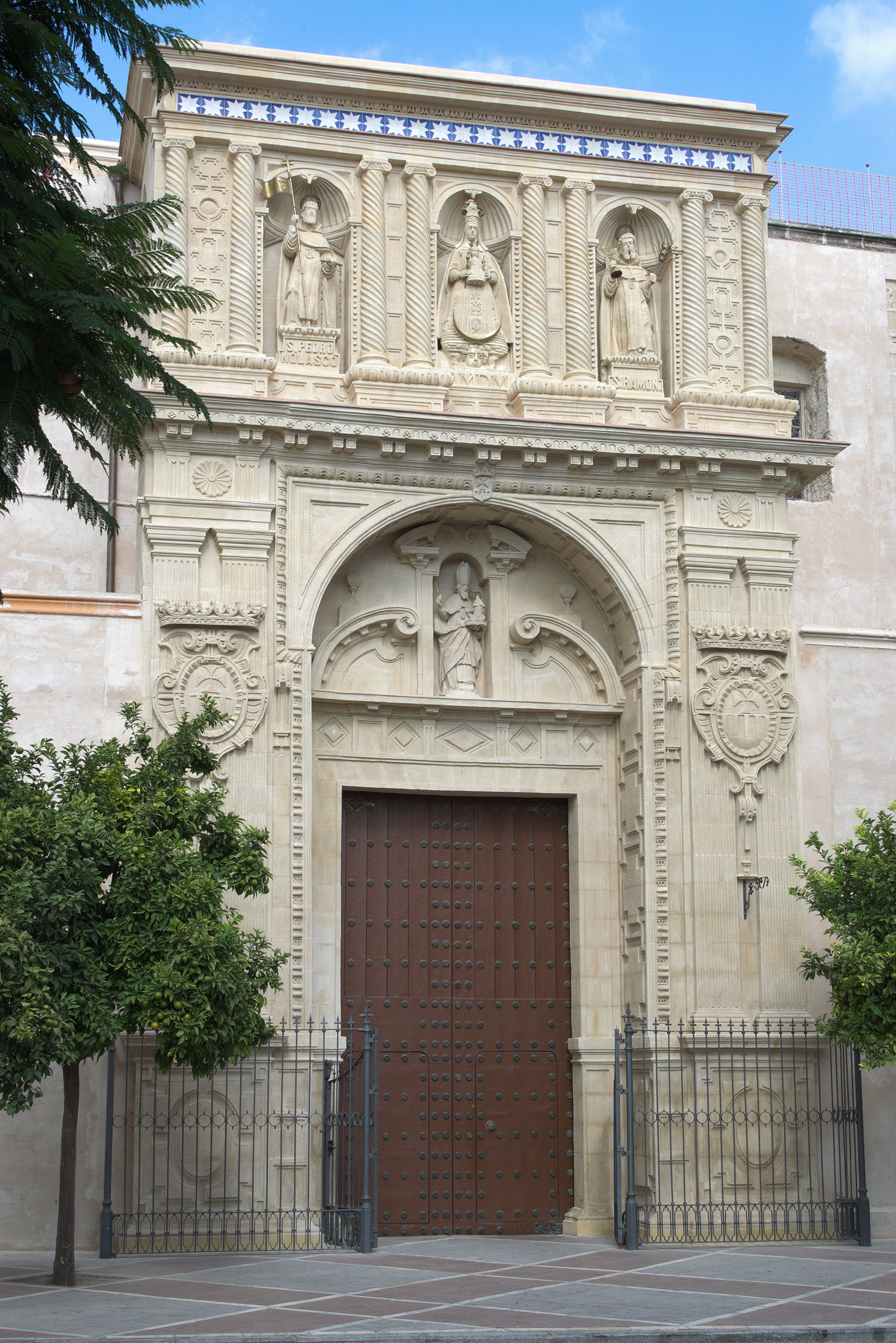
Basílica de la Merced.

### Arquitectura civil

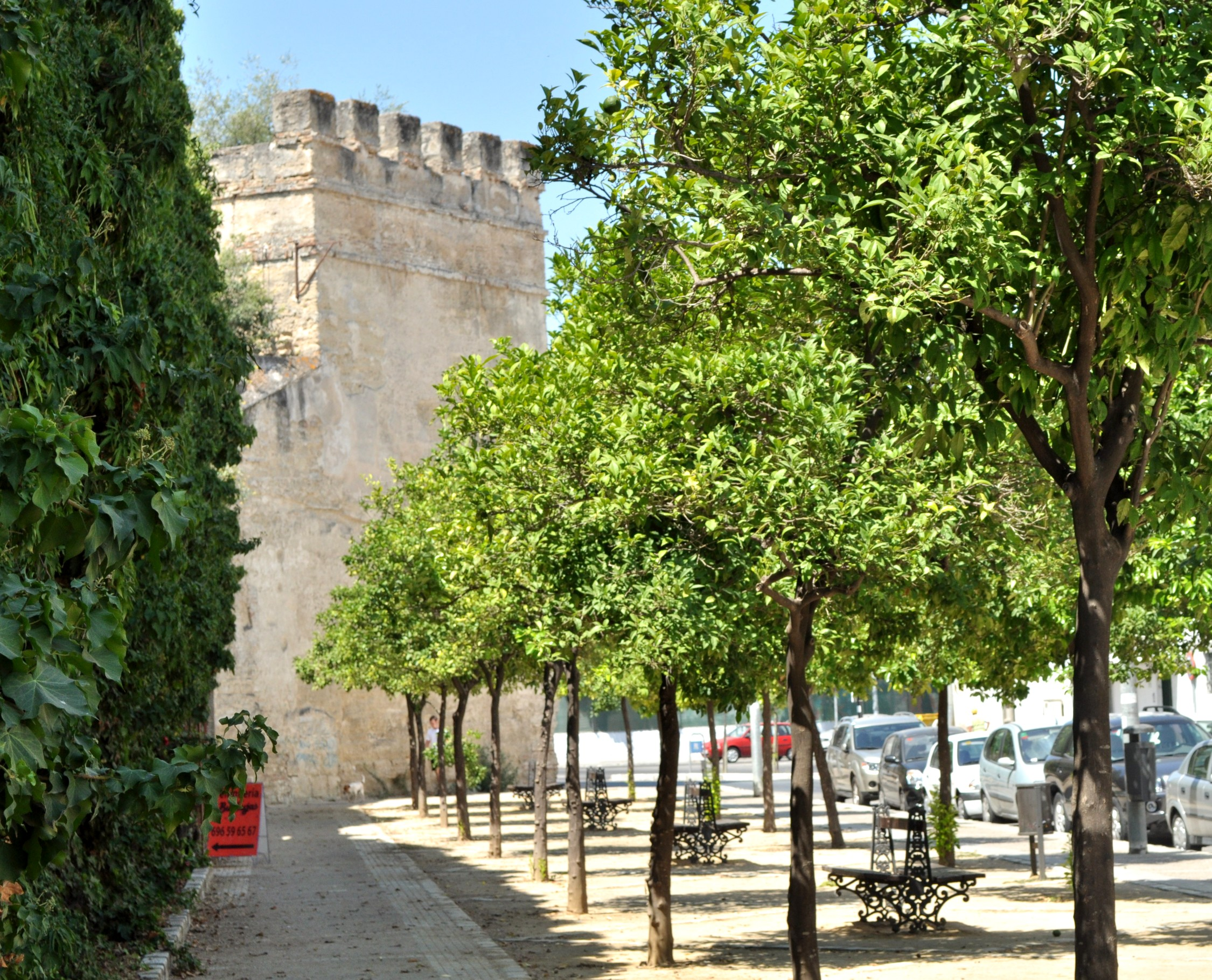
Torreón del muralla en la calle Muro.

Muralla de Jerez: tanto en la calle Muro como en la calle Ancha se pueden contemplar lienzos de la antigua muralla almohade de la ciudad.
Hospital de la Sangre: edificio erigido en 1485 para su funcionamiento como hospital en el arrabal de Santiago.
Colegio Carmen Benítez: antiguo colegio de fachada neoclásica, fue colegio principal del barrio, aulario de la Escuela de Empresariales y sede la Escuela Oficial de Idiomas. Actualmente acoge a la peña flamenca del cantante Luis de la Pica y su patio es sede de recitales y espectáculos flamencos.
Cuartel de Tempul, en funcionamiento desde principio del siglo XX hasta 1992

### Arquitectura religiosa
Iglesia de Santiago: templo desde finales del siglo XV y hasta la primera mitad del siglo XVI, de estilo gótico y barroco, declarado Bien de Interés Cultural en 1931.
Basílica de la Merced: iglesia levantada en el siglo XVI, siendo su fachada es del siglo XVII. Acoge a la Patrona de la ciudad y el mausoleo con los restos de Miguel Primo de Rivera. Su antiguo claustro y convento alberga actualmente el IES Santa Isabel de Hungría.
Capilla del Calvario: erigida sobre una pequeña capilla del siglo XV, tiene una bella fachada de estilo renacentista

### Plazas

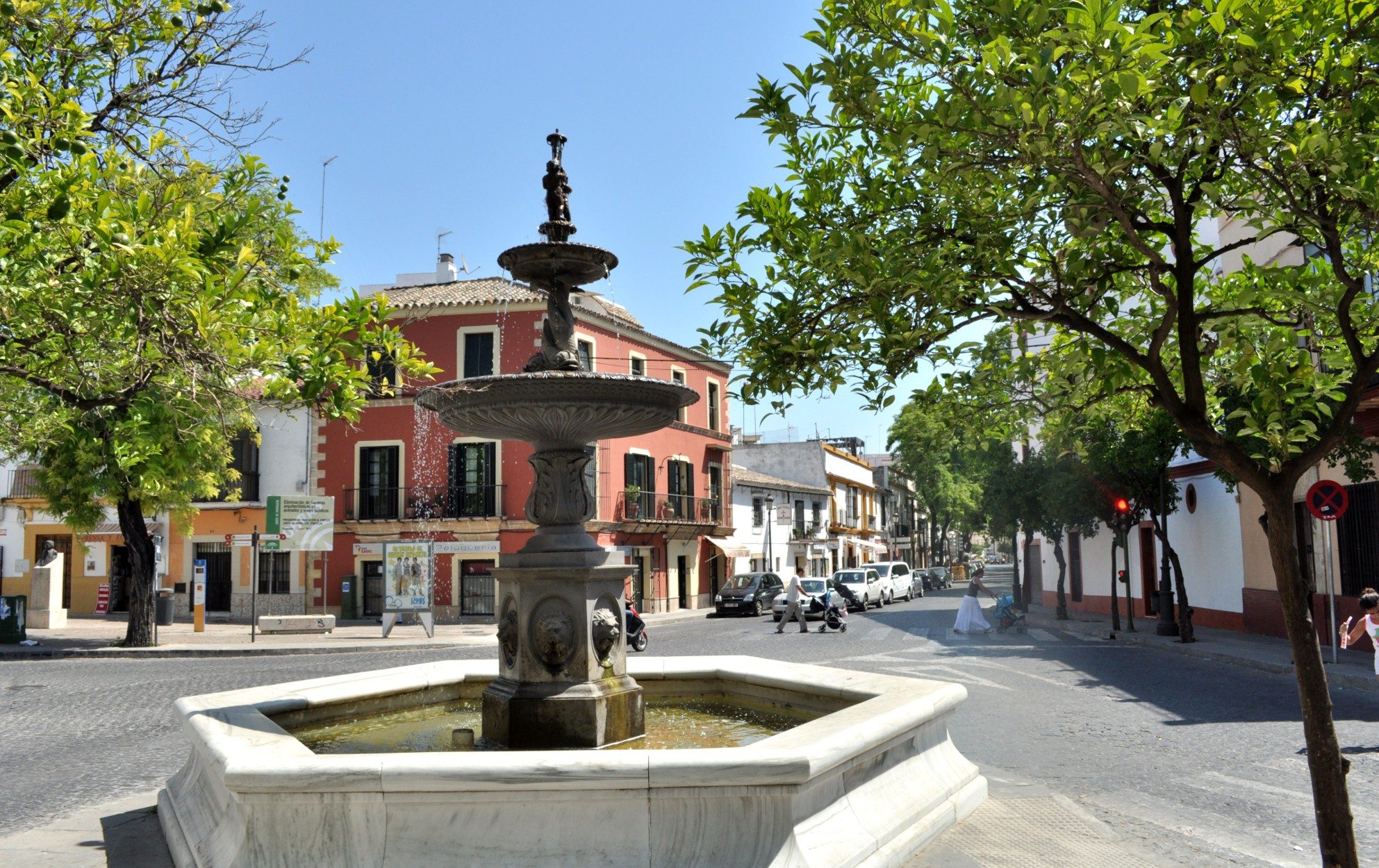
Plaza de Santiago.

Plaza de Santiago: Crisol del alma del barrio, unía la antigua capilla de Santiago con la puerta de la muralla. Contiene una bella fuente de estilo romántico.
Plaza de la Merced: explanada entre el muro de la ciudad y el convento de los Mercedarios, tiene un monumento a la Orden de los Mercedarios.

### Otros
- Zoobotánico Jerez: constituido en 1889, por su labor, actividades, colecciones e investigaciones, está considerado uno de los mejores de España. Destaca su tigre albino, único en Europa.
- Monumento a Álvar Núñez Cabeza de Vaca: junto al lienzo de muralla en la calle Ancha, se encuentra el monumento al descubridor jerezano Núñez Cabeza de Vaca[7]
- Antigua escuela oficial de idiomas, a la espera de nuevo uso[8]
- Aulario "Carmen Benítez", que tras ser centro formativo es actualmente sede de diversas asociaciones.[9] Fue cedido a la ciudad por la aristócrata[10]
- Peña flamenco "Los cernícalos"[11]

## Flamenco
El barrio es centro de encuentro de artistas flamenco, donde es común que se escuche algún cante

Los logros del barrio de Santiago son muy diferentes. El área adquirió importancia algo más tarde con Paco la Luz cuya siguiriya principal llegó a representar un modelo de clasicismo en la evolución de este cante. Dicho cante fue desarrollado con infinita discreción por José de Paula cuya capacidad para limitarse a lo esencial sin una sílaba o nota superflua es inigualable. Pero el legado de Santiago también adquirió una dimensión colectiva con una red de familias que desplegaba una concentración de cantes y una galaxia de grandes cantaores: Antonio Frijones, Juanichi el Manijero y El Gloria entre los creadores; Borrico, Terremoto, Sernita, los Pableras y los Sorderas, además de los talentos más actuales, José Mercé, Fernando de la Morena, Luis el Zambo y otros. La aportación colectiva de Santiago es menos dramática y menos apasionada que la de San Miguel, pero es notable por otros motivos. En Santiago la pena profunda es simultáneamente expresada y controlada, y la disciplina sustituye la exacerbación. Asimismo, mientras que San Miguel ofrece una serie de individualistas, Santiago se compone de dinastías en las cuales determinadas formas, además del cante en sí, se convierten en tesoros de familia y una herencia colectiva.
Pierre Lefranc, Las polaridades del Jerez gitano: Santiago y San Miguel

## Personajes destacados del barrio
- Tía Anica La Piriñaca
- Molina cantaor
- José Mercé, cantante y cantaor

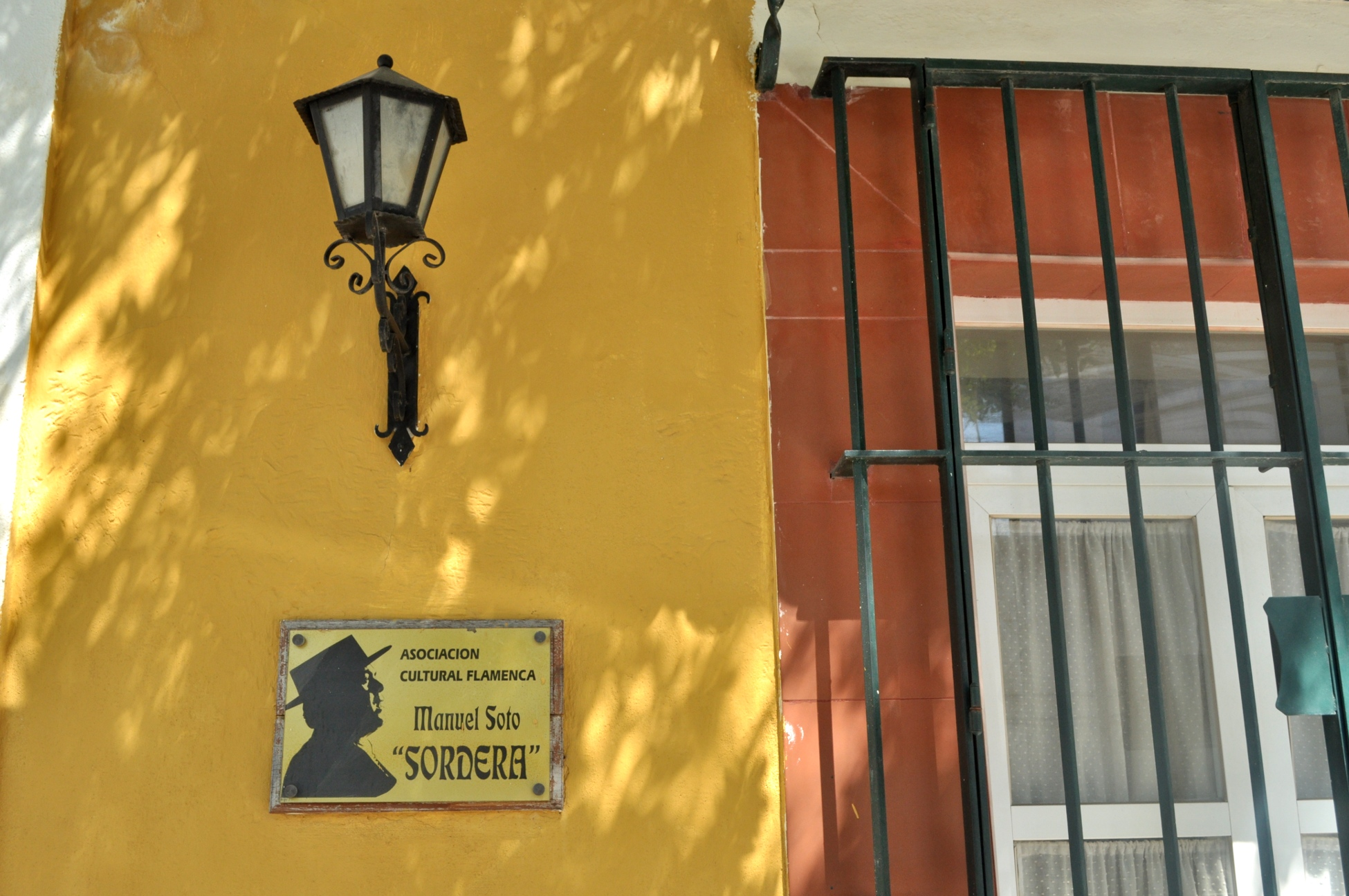
Peña Flamenca Manuel Soro “Sordera”.

- José Soto, fundador del grupo Ketama
- Ildefonso de los Reyes y Francisco Carrasco Soto, grupo Navajita Plateá
- Diego Carrasco, guitarrista y cantautor.
- Tomasa Guerrero Carrasco, La Macanita, cantaora
- Antonio Ríos Fernández “El Pipa”, bailaor
- Tomás Moreno Romero, “Tomasito”, cantante
- Rafael de Paula, torero
- Miguel Flores “Capullo de Jerez”, cantaor
- Fernando Fernández Monje “Terremoto de Jerez” , cantaor
- Manuel Moreno Junquera “Moraíto Chico”, guitarrista
- Vicente Soto 'Sordera', cantaor
- Tío José de Paula, cantaor
- Luis de la Pica, cantaor
- Curro de la Morena, cantaor
- José "el Mono" Vargas, cantaor[13]

## Galería
|  |  |  |